# جيمس فريدريك أرنولد
جيمس فريدريك أرنولد (بالإنجليزية: James Frederick Arnold)‏ هو نقابي وسياسي نيوزلندي، ولد في 1859، وتوفي في 1929. انتخب عضو مجلس النواب نيوزيلندا.